# Mandelsloh
Mandelsloh è una frazione (Ortsteil) della città di Neustadt am Rübenberge, nel land della Bassa Sassonia, in Germania.

## Storia
Già comune autonomo nel circondario di Neustadt am Rübenberge, fu istituito il 1º aprile 1959 unendo i dissolti comuni di Mandelsloh in der Wiek e Mandelsloh über dem See.
Fu soppresso e incorporato a Neustadt am Rübenberge il 1º marzo 1974.